# Будеэн, Жан
Жан Пьер Будеэн (фр. Jean Pierre Boudehen; 11 января 1939, Пети-Курон, Франция — 4 сентября 1982, Валлон-Пон-д’Арк, там же) — французский гребец-каноист, выступал за сборную Франции на всём протяжении 1960-х годов. Участник двух летних Олимпийских игр, серебряный призёр Олимпийских игр в Токио, победитель многих регат национального и международного значения. Также известен по участию в соревнованиях по гребле на бурной воде, чемпион мира в этой неолимпийской дисциплине.

## Биография
Жан Будеэн родился 11 января 1939 года в городе Пети-Курон департамента Приморская Сена.
Первого серьёзного успеха на взрослом международном уровне добился в сезоне 1964 года, когда попал в основной состав французской национальной сборной и благодаря череде удачных выступлений удостоился права защищать честь страны на летних Олимпийских играх в Токио. Стартовал здесь вместе с напарником Мишелем Шапюи в зачёте двухместных каноэ на дистанции 1000 метров — благополучно квалифицировался на предварительном этапе, после чего в решающем финальном заезде завоевал серебряную олимпийскую медаль, уступив на финише только советскому экипажу Андрея Химича и Степана Ощепкова.
Став серебряным олимпийским призёром, Будеэн остался в основном составе гребной команды Франции и продолжил принимать участие в крупнейших международных регатах. В частности, в 1968 году он отправился представлять страну на Олимпийских играх в Мехико, где выступал в непривычной для себя километровой дисциплине четырёхместных байдарок — в составе экипажа, куда также вошли гребцы Жан-Пьер Кордебуа, Альбер Майер и Клод Пикар, не смог отобраться на предварительном этапе, однако через утешительный заезд всё же пробился в полуфинальную стадию турнира, где показал на финише четвёртый результат позади Норвегии, Австрии и Польши (для попадания в финал необходимо было занимать место в тройке).
После завершения карьеры профессионального спортсмена работал в Федерации гребли на байдарках и каноэ Франции, занимал должность технического советника французской национальной сборной.
Умер 4 сентября 1982 года в коммуне Валлон-Пон-д’Арк департамента Ардеш в возрасте 43 лет.